# روبرتو اف. کانوتو
روبرتو اف. کانوتو (اسپانیایی: Roberto F. Canuto‎؛ زادهٔ ۱۳ آوریل ۱۹۷۳) کارگردان فیلم، فیلم‌نامه‌نویس، و نویسنده اهل اسپانیا است. او به نسل جدیدی از فیلم‌سازان اسپانیا تعلق دارد که تجربه‌های تحصیلی یا کاری بین‌المللی داشته و تحت تأثیر فرهنگ‌های گوناگون قرار گرفته‌اند. روبرتو اف. کانوتو یکی از نخستین کارگردانان اروپایی است که همکاری‌های پایداری با صنعت فیلم چین برقرار کرده است. از سال ۲۰۱۰، او تمام فیلم‌های خود را به‌صورت مشترک با کارگردان چینی شو شیاوشی کارگردانی می‌کند و با همکاری او شرکت تولید فیلمی به نام Almost Red Productions در چین تأسیس کرده‌اند.
از فیلم‌ها یا مجموعه‌های تلویزیونی که وی در آن‌ها نقش داشته‌است می‌توان به «خیابان هوس» (۲۰۱۱) اشاره نمود.